# غودرون كريمر
غودرون كريمر (بالألمانية: Gudrun Krämer)‏ هي عالمة دراسات إسلامية ألمانية، ولدت في 3 أغسطس 1953 في ماربورغ في ألمانيا.

## وصلات خارجية
- غودرون كريمر على موقع IMDb (الإنجليزية)